# 揚·馬特爾
楊·馬泰爾（英語：Yann Martel，1963年6月25日—）是一位加拿大作家。他出生於西班牙薩拉曼卡，以《少年Pi的奇幻漂流》獲得2002年的布克獎及亞洲/太平洋美洲文學獎。馬特爾現在住在薩斯卡通。

## 早期生活
楊·馬泰爾於1963年出生於西班牙，雙親為妮可·皮隆及埃米爾·馬特爾，都是法裔加拿大籍人士。他的父親埃米爾是加拿大的外交官。楊·馬泰爾幼年時期曾旅居哥斯大黎加、法國、墨西哥、阿拉斯加、加拿大等地。他成為青少年後，進入安大略省霍普港（Port Hope）的寄宿制學校聖三一學院（Trinity College）就讀。他成年後曾待過伊朗、土耳其及印度。楊·馬泰爾畢業於加拿大彼得堡的特倫特大學（Trent University）哲學系後，在印度度過了13個月，拜訪過清真寺、教堂、寺廟和動物園。他花了兩年時間來閱讀宗教經文和棄兒的故事。

## 作家生涯
他在1993年首次出版小說《七個故事》。他在2001年出版《少年Pi的奇幻漂流》，因此獲得2002年的布克獎。《少年Pi的奇幻漂流》後來被加拿大CBC廣播電台選為2003年讀書競賽之一，作家南希·李將它選為冠軍。此外，法語版的《少年Pi的奇幻漂流》則被列入2004年的法文版比賽中，歌手路易斯·弗瑞斯（Louise Forestier）將它選為冠軍。
馬特爾從2003年9月開始在惡魔島監獄度過了一年的時間，擔任公共圖書館駐館作家。他與多倫多皇家音樂學院的作曲家奧馬爾·丹尼爾（ Omar Daniel）合作，完成一首鋼琴、弦樂四重奏及低音大提琴構成的曲子。樂曲《You Are Where You Are》以馬特爾的作品為藍本，其中包括一個平凡日子的手機對話。
2005年11月，加拿大薩斯喀徹溫大學宣布馬特爾將成為駐校學者。
他的2010年小說《標本師的魔幻劇本》（Beatrice and Virgil）描述猶太人大屠殺，其主要角色是動物標本店中兩隻動物標本（猴子和驢）以及其他一些動物。馬特爾簡單運用兩種面向來描述相同的主題。
馬泰爾從2007年到2011年之間進行一個名為《史蒂芬·哈珀正在閱讀什麼？》的計劃，他每兩個星期送給加拿大總理史蒂芬·哈珀一本書。他在2009年秋季公佈該計劃的書籍名單。馬特爾於2011年2月完成該計劃，總共發送給哈珀100本書。

## 影響
馬特爾在數次的採訪中公開承認，但丁·阿利吉耶里的《神曲》是最令他印象深刻的作品。在談到他最難忘的童年書籍時，他選擇了阿尔封斯·都德的《小東西》（Le Petit Chose），他在10歲時閱讀過這本書，這是他第一次發現這樣令人心碎的書，令他留下眼淚。

## 作品
- 1993年：《七個故事》
- 1993年：《赫爾辛基羅氏家族的幕後真相/故事的真相》（The Facts Behind the Helsinki Roccamatios，張定綺譯，皇冠文化出版有限公司）
- 1996年：《自我》
- 2001年：《少年Pi的奇幻漂流》（趙丕慧譯，皇冠文化出版有限公司）
- 2004年：《We Ate the Children Last》
- 2010年：《標本師的魔幻劇本》（柯乃瑜譯，商周出版）
- 2012年：《少年Pi的奇幻漂流》（姚媛译，译林出版社）
- 2016年：《倒着走的人》（趙丕慧譯，皇冠文化出版有限公司）

## 外部連結
- Yann Martel's （页面存档备份，存于） entry in
- The Canadian Encyclopedia （页面存档备份，存于）
- Official Beatrice and Virgil website (U.K. and everywhere else) （页面存档备份，存于）
- Official Beatrice and Virgil website (U.S.)
- What is Stephen Harper Reading?
- Life Of Pi Author's New Book Asks What Happened （页面存档备份，存于） - audio report by NPR